# Хайен
Хайен (нем. Heyen) — община в Германии, в земле Нижняя Саксония.
Входит в состав района Хольцминден. Подчиняется управлению Боденвердер. Население составляет 480 человек (на 31 декабря 2010 года). Занимает площадь 8,30 км².
| Год  | Население |
| ---- | --------- |
| 1990 | 582       |
| 1995 | 618       |
| 2000 | 556       |
| 2005 | 532       |
| 2010 | 486       |